# Catharsius gorilloides
Catharsius gorilloides är en skalbaggsart som beskrevs av Felsche 1907. Catharsius gorilloides ingår i släktet Catharsius och familjen bladhorningar. Inga underarter finns listade.